# The Browning
Pour les articles homonymes, voir Browning.
The Browning est un groupe d'electronicore américain, originaire de Kansas, dans le Missouri. Le groupe est connu pour son mélange de musique électronique et de deathcore.

## Biographie
Le groupe est formé en 2005 comme projet solo de Jonny Mcbee, ancien chanteur du groupe As Blood Runs Black. Au début de 2009, le rappeur Matt Keck le rejoint. Par la suite en 2010, Matt Keck quitte The Browning pour devenir comédien et participe à une vidéo intitulée I'm a Snake. Les deux EP assistent à un changement de style tandis que le groupe accueille le chanteur Noah Robertson, le guitariste Brian Cravey et le bassiste Jesse Glidewell. À la fin de 2011, Brian Cravey est remplacé par Collin Woroniak et le groupe publie la vidéo de la chanson Bloodlust. Le premier album, Burn this World, est publié en octobre 2011 au label Earache Records.
Au début de 2012, The Browning joue avec Fear Factory et Shadows Fall sur la tournée Noise in the Machine Tour. À cette période, le guitariste Drew Ellis se joint au groupe. Ils jouent avec Static-X lors de la tournée Noise Revolution. Le groupe joue au festival With Full Force en été 2012 en Allemagne et effectue une tournée à la Impericon Never Say Die! European Tour en octobre 2012,. Le 16 novembre 2012, le départ de Noah Robertson et Jesse Glidewell est annoncé. Drew Ellis passe à la basse et Cody Stewart (ex-Serpents, ex-The Human Condition) rejoint le groupe comme nouveau batteur. Jonny McBee reste alors le seul membre originel. Le 2 août 2013, le groupe annonce un nouvel album intitulé Hypernova sur le label Earache Records ainsi qu'une nouvelle chanson issue de l'album, intitulée Gravedigger.
Le 27 janvier 2015, la venue d'Alex Maggard est annoncée. La première tournée de cette formation s'effectue au Confessions Tour avec Alesana, Capture the Crown, Conquer Divide, et The Funeral Portrait. Le 17 juillet 2015, Collin Woroniak annonce sur Facebook son départ de The Browning pour des raisons inconnues. Le 24 juin 2016, le groupe publie son troisième album, Isolation.

## Membres

### Membres actuels
- Jonny McBee - chant, synthétiseur (depuis 2005)
- Cody Stewart - batterie (depuis 2012)
- Brian Moore - basse (depuis 2016)
- Rick Lalicker - basse (depuis 2016)

### Anciens membres
- Matt Keck - rap (2009-2010)
- Noah « Shark » Robertson - batterie (2010-2012)
- Jesse Glidewell - basse (2010-2012)
- Brian Cravey - guitare solo (2010-2011)
- Gabriel Wozniak - guitare solo, chœurs, chant clair (2011-2015)
- Drew Ellis - basse (2012-2015), guitare rythmique (2012)
- Alex Maggard - guitare solo, chant clair (2015-2016), guitare rythmique (2015)

## Discographie

### Albums studio
- 2011 : Burn this World
- 2013 : Hypernova
- 2016 : Isolation
- 2018 : Geist
- 2021 : End Of Existence
- 2024 : OMNI

### EP
- 2010 : Standing on the Edge
- 2011 : Time Will Tell

### Singles
- 2013 : Gravedigger
- 2016 : Pure Evil
- 2016 : Dragon
- 2016 : Disconnect
- 2016 : Pathologic
- 2018 : Carnage
- 2018 : Final Breath
- 2018 : Geist
- 2021 : Chaos Reigns
- 2021 : End Of Existence